# 1430
Năm 1430 là một năm trong lịch Julius.